# Inséparable de Fischer
Agapornis fischeri
Espèce
Statut de conservation UICN

 NT  : Quasi menacé
Statut CITES
L'Inséparable de Fischer  (Agapornis fischeri) est une des neuf espèces d'inséparables. L'inséparable de Fischer peut vivre entre 15 et 20 ans. Il doit son nom à l'explorateur Gustav Adolf Fischer (1848-1886).
Certaines variétés sont considérées comme domestiques.

## Description physique
Un inséparable de Fischer se distingue des autres inséparables et des autres oiseaux par ses caractéristiques physiques. Il a un bec rouge arrondi, la partie du haut étant plus grosse que celle du bas, et est très acérée. Il a des yeux d'une couleur très foncée et on a du mal à distinguer sa pupille. Le contour de ses yeux est blanc et plissé. Sa tête est orange, comme le fruit, il a un collet jaune velouté et le reste de son corps est recouvert d'un vert-pastel. Il n'est pas rare qu'il ait des plumes de couleur bleue, mauve ou autres sur son dos. Il a quatre orteils sur chaque patte et il a une petite langue rose qu'il aime sortir de son bec de temps en temps. Il mesure entre 13 et 17 centimètres.
Comme chez la plupart des inséparables et des perroquets en général, il est impossible de distinguer les sexes à l'œil nu.

### Habitat
À l'état sauvage, cet oiseau se rencontre exclusivement en Tanzanie où il vit en groupes nombreux et dans les endroits où il peut facilement trouver sa nourriture, principalement composée de graines.
De petites populations férales ont été observées au Sud du Portugal et de la France

### Reproduction

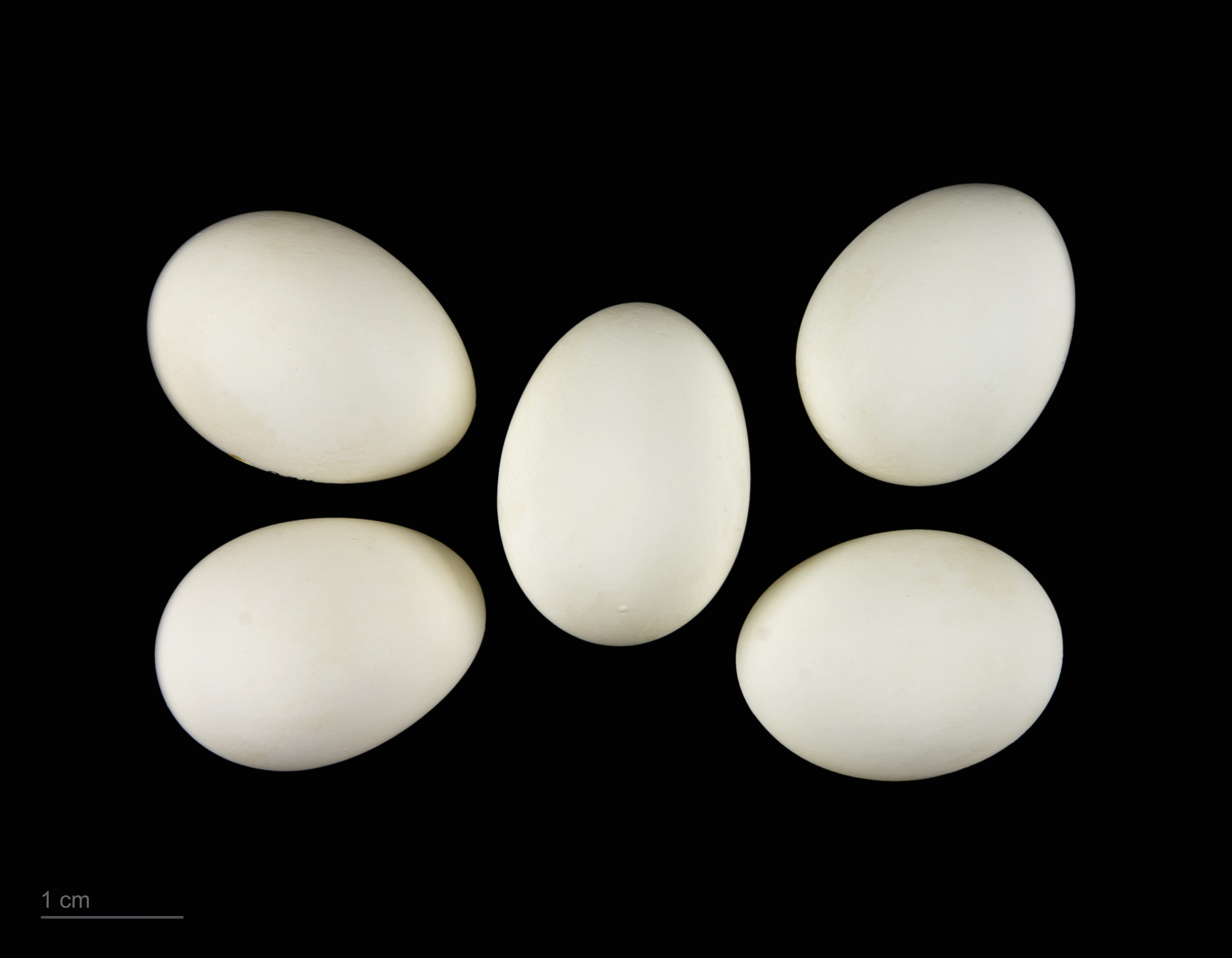
Œufs de Agapornis fischeri - Muséum de Toulouse

Il place son nid dans des cavités d'arbres. Certaines espèces d'inséparables transportent les matériaux de construction dans leur bec tandis que d'autres les insèrent dans leur plumage du dos ou du croupion. La femelle pond généralement 5 ou 6 œufs qu'elle couve environ 21 jours. Les petits, nidicoles, quittent le nid à 40 jours mais restent avec leurs parents pendant 2 semaines encore.